# Рожнов Сергій Сергійович
Рожнов Сергій Сергійович (рос. Рожнов Сергей Сергеевич; 19 вересня 1982, Москва, РРФСР) — болгарський боксер російського походження, призер чемпіонату Європи серед аматорів.

## Аматорська кар'єра
Сергій Рожнов народився в Москві, де і почав займатися боксом. Через велику конкуренцію не потрапляв до складу збірної Росії і вирішив виступити під прапором Болгарії.
На кваліфікаційному чемпіонаті Європи 2004 Сергій Рожнов зайняв третє місце і крім бронзової нагороди отримав путівку на Олімпійські ігри 2004.
- У 1/16 фіналу переміг Мілана Василєвича (Сербія та Чорногорія) — 32-14
- У 1/8 фіналу переміг Александра Апанасьонка (Білорусь) — 27-15
- У чвертьфіналі переміг Маріуша Ваха (Польща) — 33-25
- У півфіналі не вийшов проти Роберто Каммарелле (Італія)

На Олімпійських іграх 2004 програв в першому бою Олександру Повєткіну (Росія) — RSC.
Після Олімпіади 2004 Сергій Рожнов повернувся у Росію. 2012 року провів один бій на професійному рингу.